# Pardo per la miglior interpretazione
Il Pardo per la miglior interpretazione è un premio cinematografico assegnato al Festival internazionale del film di Locarno. Ha sostituito come categoria di genere neutro il Pardo per la miglior interpretazione maschile (1946–2022) e il Pardo per la miglior interpretazione femminile (1946–2022).

## Albo d'oro

### Anni 2020
- 2023:
  - Renée Soutendijk – Sweet Dreams
  - Dīmītra Vlagkopoulou – Animal
- 2024:
  - Kim Min-hee – Su-yucheon
  - Gelminė Glemžaitė, Agnė Kaktaitė, Giedrius Kiela e Paulius Markevičius – Sesės
- 2025:
  - Manuela Martelli e Ana Marija Veselčić – Bog neće pomoći
  - Marya Imbro e Mikhail Senkov – White Snail